# Cá nước ngọt

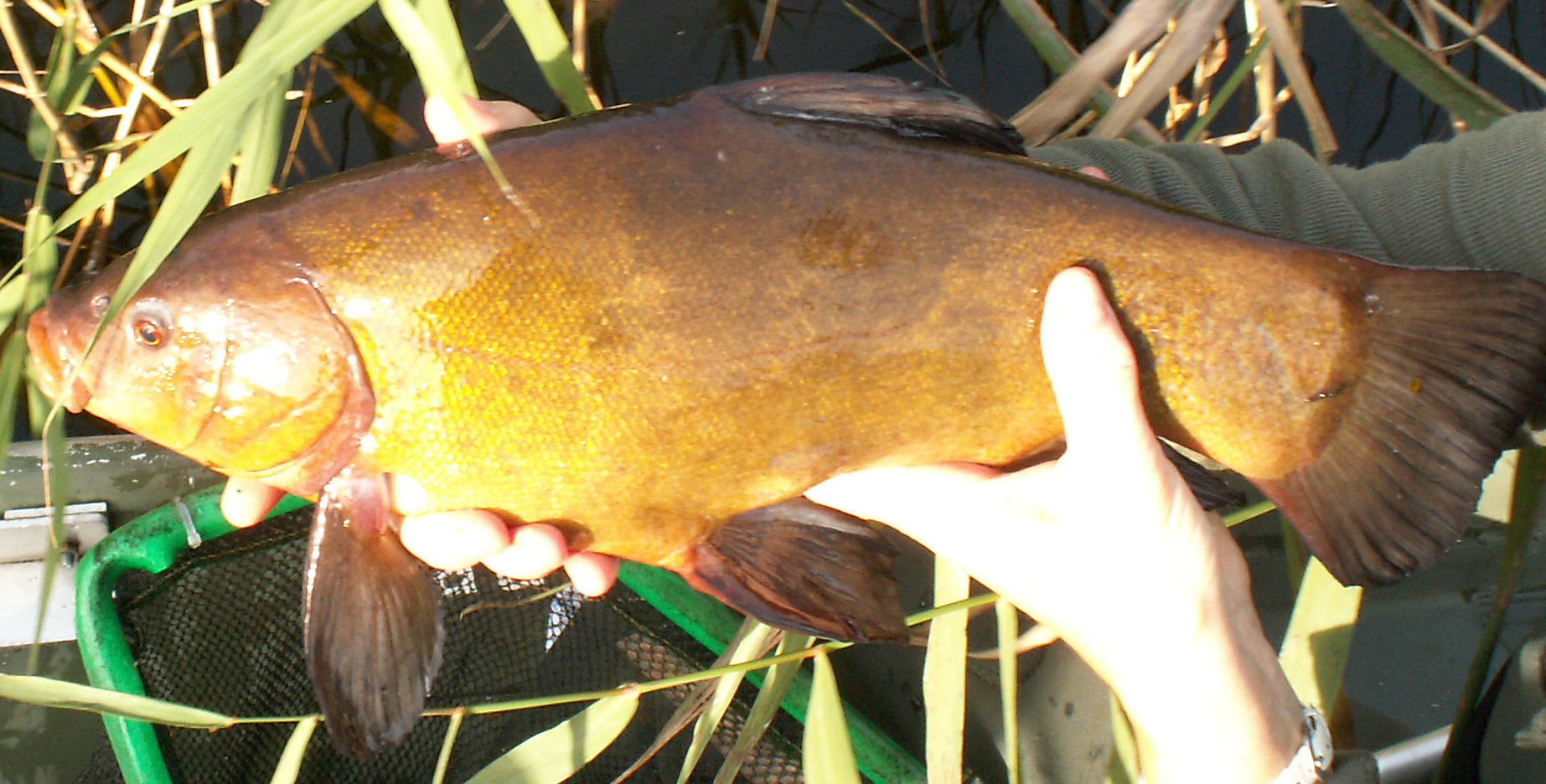
Cá hanh chủ yếu ở vùng nước ngọt ôn đới Á Âu.

Cá nước ngọt là các loài cá sinh sống chủ yếu trong môi trường nước ngọt, chẳng hạn như sông và hồ, với độ mặn ít hơn 0.05%. Các môi trường sống này khác biệt rất nhiều với môi trường biển, chủ yếu là độ mặn của nước. Để tồn tại ở môi trường nước ngọt, các loài cá cần phải có sự thích ứng sinh lý học.
Khoảng 41.24% các loài cá tìm thấy ở môi trường nước ngọt. Điều này chủ yếu do sự biệt hóa làm phân tán môi trường sống. Khi xử lý các hồ và ao nước, người ta có thể dùng các mô hình cơ bản giống nhau cho sự biệt hóa khi nghiên cứu địa lý sinh vật đảo.